# Фард
Фард (араб. فرض, дос. «обов’язкове»‎‎) — вчинки і норми поведінки обов'язкові до виконання мусульманами як релігійні заповіді, в першу чергу ритуальні приписи і дотримання основних норм благочестя.
До фарду відносяться, наприклад, щоденна п'ятикратна мусульманська молитва, дотримання посту в місяць Рамадан. Згідно з ісламським віровченням, той, хто дотримується фарду, робить богоугодну справу, а хто не дотримується, накликає на себе гнів Аллаха. За ісламською традицією та людина, що свідомо заперечує встановлені Аллахом фарди, виходить з ісламу, а та, що вперто нехтує ними стає нечестивцем (фасік).
Існують два види фарду:
- Фард аль-айн. Це індивідуальний обов'язок, тобто припис, який є обов'язковим для кожного мусульманина. Наприклад, здійснення щоденного намазу чи дотримання посту у місяці Рамадан
- Фард аль-кіфая. Це колективний обов'язок, тобто припис, який є обов'язковим для мусульман загалом, і якщо достатня кількість мусульман виконує цей обов'язок, то решта мусульман звільняються від нього (наприклад, несплата закяту через бідність, відмова від паломництва через хворобу і т. ін.).

Питання фарду були найповніше розроблені аш-Шайбані (VIII ст.), пізніші розробки лише звужували чи розширювали межі фарду в залежності від мазхабу і конкретних умов.